# 粟田麗
粟田 麗（あわた うらら、1974年8月21日 - ）は、日本の女優。小野事務所所属。神奈川県出身。玉川大学文学部芸術学科演劇専攻卒業。

## 来歴・人物
舞踊家である母の影響で3歳からモダンバレエを始める。中学・高校時代は数多くの舞踊コンクールで入賞。1994年、バレエのニューヨーク・ブロードウェイ公演に参加。一方で芝居に興味を持ち、俳優養成所に入所。1995年、映画『東京兄妹』の主役に抜擢され女優デビュー。同作品で第19回山路ふみ子映画賞・新人女優賞を受賞。以後、現在までテレビドラマや映画で活躍中。
血液型はO型。身長160cm。趣味・特技はモダンバレエ、日本舞踊、ピアノ、お菓子作り。

## 出演

### テレビドラマ
- お兄ちゃんの選択（1994年、TBS系） - 島村友加里 役
- ディビジョン1 湘南リバプール学院（1995年、エバック / フジテレビ系）
- 月曜ドラマスペシャル 家栽の人スペシャル（1996年、TBS系） - 中山やよい 役
- 刑事追う! 第1話「二人の女」（1996年、テレビ東京系）
- 放浪記（1997年、テレビ東京系）
- NHKドラマ館 女たちの聖戦（1997年、NHK）
- 失楽園（1997年、日本テレビ系） - 落合秋美 役
- 結婚前夜（1998年、NHK） - 蔵野千香子 役
- 火曜サスペンス劇場 過失致死（1998年、日本テレビ系） - 中野ユキ 役
- はみだし刑事情熱系 第3シリーズ 第3話「愛と復讐の逃亡者!生まれくる命のために」（1998年、テレビ朝日系） - 島崎ゆかり 役
- 天国まで響けボクのシンバル! 病院内学級物語（1998年、TBS系）
- 新・腕におぼえあり 第21話『過去』（1999年、NHK）
- ショカツ 第5・6話（2000年、共同テレビジョン / 関西テレビ系） - 池原麻耶 役
- 月曜ドラマスペシャル  ホステス探偵 危機一髪!!2（2000年5月8日、TBS系） - 本城あゆみ 役
- 月曜ドラマスペシャル 松本清張特別企画・危険な斜面（2000年9月24日、TBS系） - 木島京子 役
- キテレツ（2002年、NHK） - 宮原さおり 役
- 金曜エンタテイメント 十津川警部夫人の旅情殺人推理1（2003年5月30日、フジテレビ系） - 木島多恵 役
- 恋する日曜日（ファーストシリーズ）第19話 ダイアリー(Le Rouge) （2003年、BS-i） - アスミ 役
- スカイハイ2 第一死『星に願いを』（2004年、テレビ朝日系） - 藤吉妙子 役
- 仮面ライダー剣（2004年、テレビ朝日系） - 深沢小夜子 役
- ケータイ刑事 銭形零 第11話『殺意のステップ 〜赤い情熱のタンゴ殺人事件〜』（2004年、BS-i） - 愛沢なゆた 役
- 月曜ミステリー劇場 ざこ検事 潮貞志の事件簿2（2004年3月15日、TBS系） - 樋口紀代 役
- おみやさん 第3シリーズ 第7話「生存者1名!完全犯罪の女!!空白の30分」（2004年、テレビ朝日） - 小川美月 役
- 文學の唄 恋する日曜日「夢十夜」（2005年、BS-i） - 女医 役
- 土曜ワイド劇場 刑事の妻～デカツマ～1（2005年7月30日、テレビ朝日系） - 大畠麻里子 役
- 金曜時代劇 秘太刀 馬の骨 第4話（2005年、NHK）
- ケータイ刑事 銭形雷 第23話『時間を操る美女 〜大学教授殺人事件〜』（2006年、BS-i） - 間宮悦子 役
- 土曜ワイド劇場  法律事務所『自白の風景』（2006年、テレビ朝日系） - 矢代由季子 役
- 先生道  リプレイ先生（2007年、BS-i）
- 新・京都迷宮案内5 第7話（2008年2月28日、テレビ朝日） - 入江深雪 役
- 愛の劇場40周年記念番組「ラブレター」（2008年11月24日 - 2009年2月20日、TBS） - 兼松久美子 役
- 月曜ゴールデン　女タクシードライバーの事件日誌4（2009年3月9日、TBS） - 北田千尋 役
- タンブリング 第4話（2010年5月8日、TBS） - 河野典子 役
- 胡桃の部屋 第3話 - （2011年8月9日 - 、NHK） - 都築貴子　役
- Dr.DMAT 第3話（2014年1月23日、TBS） - 柏木沙織 役
- 深夜食堂3 第5話「春雨サラダ」（2014年11月19日、毎日放送 / TBS） - 小松サユリ 役
- アイアングランマ 第1話（2015年1月10日、NHK BSプレミアム） - 下平純子 役
- 私 結婚できないんじゃなくて、しないんです（2016年4月 - 6月、TBS） - 箕輪美千代 役

### 映画
- 東京兄妹（1995年、ギャガ・コミュニケーションズ） - 日暮洋子 役
- 大統領のクリスマスツリー（1996年、松竹） - 川端煌 役
- 岸和田少年愚連隊　望郷（1998年、松竹、吉本興業）
- Shady Grove（1999年、ビターズ・エンド） - 藤尾理花 役
- ひまわり（2000年、ケイエスエス） - 湊弓子 役
- SWING MAN（2000年、ビデオプランニング） - 志尾亜希 役
- 五条霊戦記（2000年、東宝）
- 純愛譜（2001年、シネマサービス）
- ロックンロールミシン（2002年、ギャガ・コミュニケーションズ） - 由美子 役
- パコダテ人（2002年、アートポート）
- DEAD END RUN（2003年、東北新社） - 女 役
- 月の砂漠（2003年、サンセントシネマワークス） - 中村 役
- あゝ!一軒家プロレス（2004年、ソフト・オン・デマンド） - 獅子王麻美 役
- MAIL（2004年、角川映画）
- 梅心中（2004年、SEXTETプロジェクト） - 茜 役
- カーテンコール（2004年、コムストック）
- 陽気なギャングが地球を回す（2006年、シネバザール） - レポーター 役
- クローズド・ノート（2007年、東宝） - 君代の母 役
- 夕凪の街 桜の国（2007年、アートポート） - 石川京花 役
- 真木栗ノ穴（2007年、ネオ） - 水野佐緒里 役
- 仮面ライダー×仮面ライダー×仮面ライダー THE MOVIE 超・電王トリロジー EPISODE YELLOW お宝DEエンド・パイレーツ（2010年、東映） - 水島さゆり 役
- 白夜行（2011年、GAGA/WOWOW） - 栗原典子 役
- 洋菓子店コアンドル（2011年、アスミック・エース） - 花村マキ 役
- 君へ。（2011年、キュリオスコープ） - 蓮田静子 役
- ギャルバサラ -戦国時代は圏外です-（2011年、角川映画）
- 人生、いろどり（2012年、ショウゲート） - 徳本紗代子 役
- ガール (小説)（2012年） - 滝川由紀子の母 役
- トワイライト ささらさや（2014年、ワーナー・ブラザース映画）
- 怒り（2016年、東宝） - 小宮山真由 役
- 馬の骨（2018年、オフィス桐生） - 聡子 役
- スマホを落としただけなのに 囚われの殺人鬼（2020年、東宝 TBS） - 加賀谷学の母 役

### オリジナルビデオ
- 君のままで（2004年、BMGファンハウス） - 朋絵 役

### 舞台
- I LOVE JOKERS（2000年、脚本：中村留美子　演出：中村龍史）
- 太平洋序曲（2002年、新国立劇場　台本：ジョン・ワイドマン　演出：宮本亜門）
- バナナがすきな人（2004年、劇団♬ダンダンブエノ　作：大森寿美男＆劇団♬ダンダンブエノ　演出：近藤芳正）
- 三人姉妹（2004年、tpt　作：アントン・チェーホフ　演出：ロバート・アラン・アッカーマン）
- おじいちゃんの夏（2005年、G2プロデュース　作・演出：G2）
- 書く女（2006年、二兎社　作・演出：永井愛）
- 下周村 －花に嵐のたとえもあるさ－（2007年、新国立劇場　作・演出：平田オリザ、李六乙）
- 焼肉ドラゴン（2008、2011年　新国立劇場　作：鄭義信　演出：鄭義信、梁正雄）
- コミック（2010年、プリセタ　作：倉持裕　演出：世田谷ジェッツ）
- 天守物語（2011年、新国立劇場　作：泉鏡花　演出：白井晃）

### CM
- 安田生命（現・明治安田生命） ファーストステージ
- 興和　アノン基礎化粧品（1994年）
- タイトー　X2000（1995年）
- サンクス（1997～1999年）
- サントリー 和ウィスキー膳（1998年）
- カゴメ HugHug（2003年）
- 花王 ファミリーピュア（2003年）
- トヨタ自動車 MORE THAN BEST　『シーサイドストーリー（使い易さ）編』（2004年）
- AEON 『ススメ！新入学家族！篇』（2005年） - 母親役
- ユニバーサルJ Spitz　CYCLE HIT （2006年） - 姉役　（妹役：宮崎あおい）
- ソニー VAIO　type-A『午後のテラス篇』（2006年5月29日 - ） - 娘 役（串田和美、左時枝、牧莉々香らと共演）
- トステム　インプラス　『窓について編』、『家の雰囲気・断熱編』（2009年） - 妻役　（夫役：堤真一）
- アサヒ飲料　カルピス100周年　『母の日編』、『こどもの日編』（2019年） - 母親役　（父親役：竹野内豊）

### ラジオドラマ
- 魔術師（2012年2月6日〜2月10日、2月13日〜17日、NHK-FM放送「青春アドベンチャー」） - 文代 役
- 吸血鬼（2015年4月27日〜5月8日、NHK-FM放送「青春アドベンチャー」） - 文代 役